# Lamyctes remotior
Lamyctes remotior är en mångfotingart som beskrevs av Chamberlin 1955. Lamyctes remotior ingår i släktet Lamyctes och familjen fåögonkrypare.
Artens utbredningsområde är Bolivia. Inga underarter finns listade i Catalogue of Life.